# Boisset (Cantal)
Pour les articles homonymes, voir Boisset.
Boisset est une commune française, située sur le canton de Maurs, dans le département du Cantal en région Auvergne-Rhône-Alpes.

## Géographie

### Localisation
Boisset se trouve dans la Châtaigneraie cantalienne (Auvergne), plus précisément dans le canton de Maurs, aux confins des départements voisins du Lot et de l'Aveyron (Occitanie).

### Communes limitrophes
Les communes limitrophes sont Cayrols, Leynhac, Marcolès, Rouziers, Saint-Étienne-de-Maurs, Saint-Julien-de-Toursac, Saint-Mamet-la-Salvetat et Vitrac.
| Cayrols                 | Saint-Mamet-la-Salvetat | Vitrac   |
| Rouziers                | Boisset                 | Marcolès |
| Saint-Julien-de-Toursac | Saint-Étienne-de-Maurs  | Leynhac  |

### Climat
Pour des articles plus généraux, voir Climat d'Auvergne-Rhône-Alpes et Climat du Cantal.
En 2010, le climat de la commune est de type climat océanique altéré, selon une étude du CNRS s'appuyant sur une série de données couvrant la période 1971-2000. En 2020, Météo-France publie une typologie des climats de la France métropolitaine dans laquelle la commune est exposée à un climat de montagne ou de marges de montagne et est dans la région climatique Ouest et nord-ouest du Massif Central, caractérisée par une pluviométrie annuelle de 900 à 1 500 mm, maximale en automne et en hiver.
Pour la période 1971-2000, la température annuelle moyenne est de 11,4 °C, avec une amplitude thermique annuelle de 15,6 °C. Le cumul annuel moyen de précipitations est de 1 214 mm, avec 12,4 jours de précipitations en janvier et 7,3 jours en juillet. Pour la période 1991-2020, la température moyenne annuelle observée sur la station météorologique de Météo-France la plus proche, sur la commune de Maurs à 9 km à vol d'oiseau, est de 12,1 °C et le cumul annuel moyen de précipitations est de 1 157,8 mm,. Pour l'avenir, les paramètres climatiques de la commune estimés pour 2050 selon différents scénarios d'émission de gaz à effet de serre sont consultables sur un site dédié publié par Météo-France en novembre 2022.

## Urbanisme

### Typologie
Au 1er janvier 2024, Boisset est catégorisée commune rurale à habitat très dispersé, selon la nouvelle grille communale de densité à 7 niveaux définie par l'Insee en 2022.
Elle est située hors unité urbaine. Par ailleurs la commune fait partie de l'aire d'attraction d'Aurillac, dont elle est une commune de la couronne,. Cette aire, qui regroupe 85 communes, est catégorisée dans les aires de 50 000 à moins de 200 000 habitants,.

### Occupation des sols
L'occupation des sols de la commune, telle qu'elle ressort de la base de données européenne d’occupation biophysique des sols Corine Land Cover (CLC), est marquée par l'importance des territoires agricoles (55,5 % en 2018), en augmentation par rapport à 1990 (54 %). La répartition détaillée en 2018 est la suivante : zones agricoles hétérogènes (48,4 %), forêts (43,4 %), prairies (6,3 %), zones urbanisées (1 %), terres arables (0,7 %), milieux à végétation arbustive et/ou herbacée (0,1 %). L'évolution de l’occupation des sols de la commune et de ses infrastructures peut être observée sur les différentes représentations cartographiques du territoire : la carte de Cassini (XVIIIe siècle), la carte d'état-major (1820-1866) et les cartes ou photos aériennes de l'IGN pour la période actuelle (1950 à aujourd'hui).

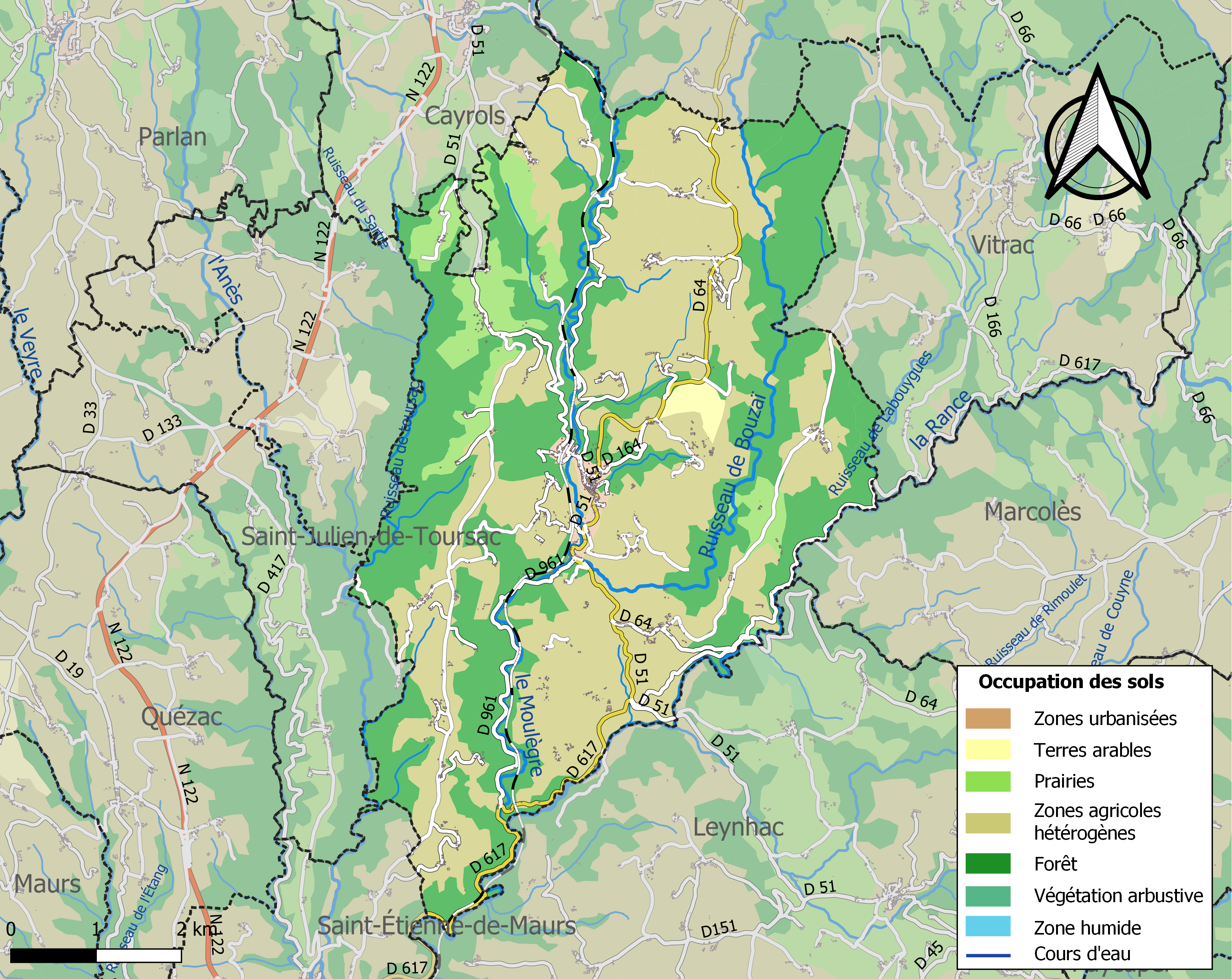
Carte des infrastructures et de l'occupation des sols de la commune en 2018 (CLC).

### Habitat et logement
En 2018, le nombre total de logements dans la commune était de 466, alors qu'il était de 435 en 2013 et de 440 en 2008.
Parmi ces logements, 66,5 % étaient des résidences principales, 25,3 % des résidences secondaires et 8,2 % des logements vacants. Ces logements étaient pour 95,4 % d'entre eux des maisons individuelles et pour 3,5 % des appartements.
Le tableau ci-dessous présente la typologie des logements à Boisset en 2018 en comparaison avec celle du Cantal et de la France entière. Une caractéristique marquante du parc de logements est ainsi une proportion de résidences secondaires et logements occasionnels (25,3 %) supérieure à celle du département (20,4 %) et à celle de la France entière (9,7 %). Concernant le statut d'occupation de ces logements, 85,2 % des habitants de la commune sont propriétaires de leur logement (85,2 % en 2013), contre 70,4 % pour le Cantal et 57,5 pour la France entière.
| Typologie                                               | Boisset | Cantal | France entière |
| ------------------------------------------------------- | ------- | ------ | -------------- |
| Résidences principales (en %)                           | 66,5    | 67,7   | 82,1           |
| Résidences secondaires et logements occasionnels (en %) | 25,3    | 20,4   | 9,7            |
| Logements vacants (en %)                                | 8,2     | 11,9   | 8,2            |

## Toponymie
De l'occitan boisset, "lieu couvert de buis", dérivé du collectif latin buxetum.

## Histoire
Un château aménagé en couvent existait au village de Boisset entre 1323 et 1625. Plus loin, demeure le château d'Entraygues en excellent état de conservation. Bien que située en Châtaigneraie, Boisset a longtemps été rattachée au bailliage du Carladès, dont le siège est à Vic, dans la vallée de la Cère. Sur cinq juridictions établies, Boisset hérite de la Prévôté.

## Politique et administration

### Découpage territorial
La commune de Boisset est membre de la communauté de communes de la Châtaigneraie Cantalienne, un établissement public de coopération intercommunale (EPCI) à fiscalité propre créé le 1er janvier 2017 dont le siège est à Saint-Mamet-la-Salvetat. Ce dernier est par ailleurs membre d'autres groupements intercommunaux.
Sur le plan administratif, elle est rattachée à l'arrondissement d'Aurillac, à la circonscription administrative de l'État du Cantal et à la région Auvergne-Rhône-Alpes.
Sur le plan électoral, elle dépend du canton de Maurs pour l'élection des conseillers départementaux, depuis le redécoupage cantonal de 2014 entré en vigueur en 2015, et de la première circonscription du Cantal  pour les élections législatives, depuis le dernier découpage électoral de 2010.

### Liste des maires
| Période                                  | Période    | Identité              | Étiquette        | Qualité                                      |
| ---------------------------------------- | ---------- | --------------------- | ---------------- | -------------------------------------------- |
|                                          |            | Hugues Lac            |                  |                                              |
|                                          | 1805       | Alexis Capelle        |                  |                                              |
| 1805                                     | 1835       | Jean de Pruines       |                  |                                              |
| 1835                                     | 1865       | François Calmette     |                  |                                              |
| 1865                                     | 1878       | Claude De Pruines     |                  |                                              |
| 1878                                     | 1928       | Jean Antraygues       |                  |                                              |
| 1928                                     | 1935       | Romain Ayguesparses   |                  |                                              |
| 1935                                     | 1941       | Théodore Ayguesparses |                  |                                              |
| 1941                                     | 1944       | Edouard Bersagol      |                  |                                              |
| 1944                                     |            | Théodore Ayguesparses |                  |                                              |
| avant 1981                               | 1989       | André Teulade         |                  |                                              |
| 1989                                     | janv 2001  | Claude Lacalmontie    |                  |                                              |
| janvier 2001                             | mars 2008  | Élie Peyrissac        |                  |                                              |
| mars 2008                                | avril 2018 | Joël Lacalmontie      | Les Républicains | Conseiller départemental                     |
| juin 2018                                | mai 2020   | Sandrine Cassan       | Divers Droite    |                                              |
| mai 2020                                 | En cours   | Dominique Beaudrey    | UDI              | Conseillère départementale (canton de Maurs) |
| Les données manquantes sont à compléter. |            |                       |                  |                                              |

## Population et société

### Démographie

#### Évolution démographique
L'évolution du nombre d'habitants est connue à travers les recensements de la population effectués dans la commune depuis 1793. Pour les communes de moins de 10 000 habitants, une enquête de recensement portant sur toute la population est réalisée tous les cinq ans, les populations de référence des années intermédiaires étant quant à elles estimées par interpolation ou extrapolation. Pour la commune, le premier recensement exhaustif entrant dans le cadre du nouveau dispositif a été réalisé en 2006.

En 2022, la commune comptait 665 habitants, en évolution de +5,06 % par rapport à 2016 (Cantal : −1,08 %, France hors Mayotte : +2,11 %).
| 1793  | 1800  | 1806  | 1821  | 1831  | 1836  | 1841  | 1846  | 1851  |
| ----- | ----- | ----- | ----- | ----- | ----- | ----- | ----- | ----- |
| 1 893 | 1 650 | 1 811 | 1 800 | 1 866 | 1 909 | 2 068 | 1 855 | 1 952 |

| 1856  | 1861  | 1866  | 1872  | 1876  | 1881  | 1886  | 1891  | 1896  |
| ----- | ----- | ----- | ----- | ----- | ----- | ----- | ----- | ----- |
| 1 983 | 1 871 | 1 946 | 1 986 | 1 990 | 1 994 | 1 960 | 1 919 | 1 901 |

| 1901  | 1906  | 1911  | 1921  | 1926  | 1931  | 1936  | 1946  | 1954  |
| ----- | ----- | ----- | ----- | ----- | ----- | ----- | ----- | ----- |
| 1 775 | 1 694 | 1 618 | 1 420 | 1 412 | 1 334 | 1 303 | 1 276 | 1 105 |

| 1962  | 1968 | 1975 | 1982 | 1990 | 1999 | 2006 | 2011 | 2016 |
| ----- | ---- | ---- | ---- | ---- | ---- | ---- | ---- | ---- |
| 1 007 | 896  | 802  | 756  | 653  | 653  | 637  | 601  | 633  |

| 2021 | 2022 | - | - | - | - | - | - | - |
| ---- | ---- | - | - | - | - | - | - | - |
| 655  | 665  | - | - | - | - | - | - | - |

#### Pyramide des âges
La population de la commune est relativement âgée. En 2018, le taux de personnes d'un âge inférieur à 30 ans s'élève à 22,3 %, soit un taux inférieur à la moyenne départementale (27,0 %). Le taux de personnes d'un âge supérieur à 60 ans (40,4 %) est supérieur au taux départemental (35,5 %).
En 2018, la commune comptait 337 hommes pour 301 femmes, soit un taux de 52,82 % d'hommes, supérieur au taux départemental (48,87 %).
Les pyramides des âges de la commune et du département s'établissent comme suit :
| Hommes | Classe d’âge | Femmes |
| ------ | ------------ | ------ |
| 0,6    | 90 ou +      | 1,7    |
| 13,3   | 75-89 ans    | 16,3   |
| 25,7   | 60-74 ans    | 23,4   |
| 18,9   | 45-59 ans    | 20,3   |
| 16,9   | 30-44 ans    | 18,5   |
| 7,7    | 15-29 ans    | 8,0    |
| 16,9   | 0-14 ans     | 11,9   |

| Hommes | Classe d’âge | Femmes |
| ------ | ------------ | ------ |
| 1,2    | 90 ou +      | 3,1    |
| 10,1   | 75-89 ans    | 13,5   |
| 22,9   | 60-74 ans    | 22,6   |
| 21,8   | 45-59 ans    | 20,5   |
| 16,1   | 30-44 ans    | 15,2   |
| 13,8   | 15-29 ans    | 11,9   |
| 14,2   | 0-14 ans     | 13,3   |

### Manifestations culturelles et festivités
- Le 1er dimanche d'avril se tient à Boisset une foire à la brocante, avec une centaine d'exposants professionnels et 10 000 chineurs. La manifestation fête sa 30e édition le 7 avril 2013 et s'enrichit d'un carré d'antiquaires.
- La fête du sarrasin allie tradition et gourmandise, chaque premier dimanche d'octobre. Le « blé noir » y est battu toute la journée à l'ancienne, au son de « l'Escaufeto », groupe folklorique local.
- Le premier dimanche suivant le 15 août a lieu la fête de la Saint-Roch. Lors de cette journée, Boisset, par l'intermédiaire de ses habitants, fête son saint patron ; à cette occasion, les conscrits (jeunes âgés de 18 ans dans l'année) sont à l'honneur.
- Tous les vendredis soir de juillet et août ont lieu des concours de pétanque.
- Quelques méchouis et bals rythment l'été de cette petite commune et permettent aussi bien aux touristes qu'aux habitants de se retrouver dans une ambiance conviviale.

## Économie
En 2016, la commune comptait encore 40 exploitations agricoles, huit commerces et une douzaine d'entreprises artisanales, dont une carderie qui travaille la laine sont installés sur ce territoire qui demeure essentiellement agricole (élevage ovins et bovins).
La fabrication de saucisson et de jambon sec fait partie des spécialités de la commune.

### Tourisme et hébergement
Les touristes apprécient particulièrement ce coin au climat doux et aux nombreuses promenades et activités de pleine nature : que ce soit à cheval, à pied, à vélo ou à moto, tout est bon pour venir découvrir ce magnifique petit village de la Châtaigneraie. En outre, Boisset est équipée d'une piscine ouverte tout l'été, d'un camping doté de 4 chalets tout confort, de nombreux gîtes ruraux et d'une auberge renommée.

## Culture locale et patrimoine

### Lieux et monuments
- Le château d'Entraygues, datant du XVIe siècle, présente des plafonds peints à la française d'époque et de rares papiers peints d'époque Directoire[19]. Il est ouvert à la visite les mois d'été.
- L'église Saint-Martin de Boisset.
- La chapelle Saint-Pierre, classée partiellement au titre des monuments historiques par arrêté du 11 juin 1955.
- La chapelle du Pont
- Le château de Lacarrière, appartenait à cette famille puis il passa par mariage en 1734 dans celle de Pruines. Il n'en reste rien.
- Fortement remaniée, la tour du château de Conquans intègre aujourd'hui une construction contemporaine.
- Le couvent de Sainte-Claire, fondé en 1323 par Isabelle de Rodez, et dont on ne devine que quelques vestiges près de l'église.

### Personnalités liées à la commune
- Jean Pompidou (vers 1717-1767), plus lointain ancêtre agnatique de Georges Pompidou, vivait à Boisset au milieu du XVIIIe siècle.
- Jean-Baptiste Brayat (Merlet, Boisset 1779 - 1824), médecin, poète et conteur en langue auvergnate, maire de Boisset.
- Jean Baptiste Caumel, en religion frère Héribaud-Joseph (Boisset 1841 - 1917), enseignant et botaniste.
- Antonin Malroux, écrivain régionaliste né en 1942, originaire d'Estarieu de Boisset ; présent le 24 mars 2016, lors d'un baptême républicain officiel, il laisse son nom à l'école communale de Boisset.
- Thierry Vaubourgoin, peintre contemporain, né en 1944 à Paris, a résidé à Boisset.

### Héraldique
| Blason de Boisset | Blason  | D'or au chêne arraché de sinople fûté d'argent ; au chef d'azur chargé de deux fleurs de lis d'or |
| Blason de Boisset | Détails | Le statut officiel du blason reste à déterminer.                                                  |

### Cinéma
C'est à Boisset qu'a été tournée une scène du film Le Hobbit : Le Retour du roi du Cantal de Léo Pons avec la complicité des habitants.